# Arvid Beckman
Arvid Magnus Beckman (ur. 14 czerwca 1889, zm. 9 września 1970) – szwedzki zapaśnik walczący w stylu klasycznym. Olimpijczyk ze Sztokholmu 1912, gdzie zajął dwunaste miejsce w wadze piórkowej.

## Letnie Igrzyska Olimpijskie 1912
| Konkurencja          | Rundy eliminacyjne   | Rundy eliminacyjne         | Rundy eliminacyjne        | Rundy eliminacyjne  | Klas. końcowa |
| Konkurencja          | Przeciwnik I         | Przeciwnik II              | Przeciwnik III            | Przeciwnik IV       | Miejsce       |
| -------------------- | -------------------- | -------------------------- | ------------------------- | ------------------- | ------------- |
| 60 kg styl klasyczny | Otto Lasanen (FIN) P | Ragnvald Gullaksen (NOR) Z | Christian Arnesen (NOR) Z | Arvo Kangas (FIN) P | 12.           |